# Edith Ronne
Jackie Ronne, nascida Edith Ann Maslin (Baltimore, 13 de outubro de 1919) foi uma exploradora dos Estados Unidos, primeira mulher a trabalhar como membro de uma expedição à Antártida (1947-1948). A Plataforma de gelo de Filchner-Ronne tem este nome em sua homenagem (e ainda a Terra de Edith Ronne, nome não-oficial de uma parte de terra que seu marido acreditou existir naquele continente).

## Biografia
Fez os dois primeiros anos de faculdade no College of Wooster (um dos Five Colleges of Ohio). Formou-se em história, entretanto, pela Universidade George Washington. Após a faculdade trabalhou no Departamento de Estado dos EUA, onde ficou por cinco anos em cargos diferentes, indo de arquivista a especialista em informação internacional na Divisão de Assuntos Culturais do Oriente Próximo e Extremo Oriente.
Ela se casou com Finn Ronne em 18 de março de 1941 e, na expedição de 1946 a 1948 comandada por seu marido, ela se tornou a primeira mulher estadunidense a pisar no continente Antártico.
Ela e Jennie Darlington, esposa do piloto chefe da expedição, se tornaram as primeiras mulheres a passar o inverno na Antártica.
Morreu aos 89 anos, vítima de câncer e mal de Alzheimer.